# Єрміловка (Новосибірська область)
Єрміловка (рос. Ермиловка) — присілок у Коченевському районі Новосибірської області Російської Федерації.
Входить до складу муніципального утворення Новомихайловська сільрада. Населення становить 94 особи (2010).

## Історія
Згідно із законом від 2 червня 2004 року органом місцевого самоврядування є Новомихайловська сільрада.

## Населення
| 2002 | 2007 | 2010 |
| ---- | ---- | ---- |
| 150  | ↗152 | ↘94  |